# Pedro Fernández Manrique
Pour les articles homonymes, voir Manrique.
Pedro Fernández Manrique (né à Aguilar de Campoo en Espagne, vers 1500 et mort à Rome le 7 octobre 1540) est un cardinal espagnol du XVIe siècle. 

## Biographie
Pedro Fernández Manrique est nommé maestrescula du chapitre de la cathédrale de Salamanque en 1525 sur ordre de Charles I d'Espagne. Il est abbé commendataire du monastère de San Victorián.
Il est élu évêque des Îles Canaries en 1530, transféré au diocèse de Ciudad Rodrigo la même année et au diocèse de Cordoue en 1537.